# Palaemoninae
Palaemoninae Rafinesque, 1815 è una sottofamiglia di crostacei decapodi della famiglia Palaemonidae.

## Tassonomia
Comprende i seguenti generi
- Arachnochium Wowor & Ng, 2010
- Brachycarpus Bate, 1888
- Calathaemon Bruce & Short, 1993
- Coutierella Sollaud, 1914
- Creaseria Holthuis, 1950
- Cryphiops Dana, 1852
- Exopalaemon Holthuis, 1950
- Leander E. Desmarest, 1849
- Leandrites Holthuis, 1950
- Leptocarpus Holthuis, 1950
- Leptopalaemon Bruce & Short, 1993
- Macrobrachium Bate, 1868
- Nematopalaemon Holthius, 1950
- Neopalaemon H.H.Jr. Hobbs, 1973
- Palaemon Weber, 1795
- Palaemonetes Heller, 1869
- Pseudopalaemon Sollaud, 1911
- Rhopalaemon Ashelby & De Grave, 2010
- Tenuipedium Wowor & Ng, 2010
- Troglindicus Sankolli & Shenoy, 1979
- Troglocubanus Holthuis, 1949
- Troglomexicanus Villalobos, Alvarez & Iliffe, 1999
- Urocaridella Borradaile, 1915